# Ryo (マジシャン)
Ryo（リョウ、1983年7月7日 - ）は、日本のプロマジシャン。クロースアップ・マジックからステージマジック、大がかりなイリュージョンマジックまで幅広いジャンルをこなす。

## 概要
- 北海道出身。マジックは8歳から行っている。
- 東急ハンズやマジックバーでの経験を経てプロデビュー。テーマパークのイベントにレギュラー出演。
- エンターテインメントレストランの立ち上げでは舞台演出も行った。
- 2015年にはマジックの殿堂 マジックキャッスル（Academy of Magical Arts,）のメンバーシップを取得。
- 現在では各種パーティー、イベント、結婚式、豪華客船、ディナーショーなど幅広い分野で活躍している。
- マジックの演出を始め、体験型イベントのゲームデザインなど幅広く演出活動も行っている。[1]